# Minimalismus (Literatur)
Der Minimalismus ist eine Literaturgattung der amerikanischen Literatur seit den 1980er-Jahren. Es handelt sich um einfache Geschichten vom Alltag der Arbeit oder der Freizeit, die die Oberfläche unter Verzicht auf Adverbien und Gefühle beschreiben.
Eine Definition findet sich in der Einladung an Autoren und Kritiker von Kim A. Herzinger, sich in einem Sonderband der Mississippi Review 1985 zum Thema zu äußern:
„Wir konzentrieren uns auf die vermeintlich minimalistische Erzählweise, [...] die sich durch eine gleichmäßige Oberfläche, gewöhnliche Themen, widerspenstige Erzähler und unbewegliche Erzählungen, Leichtigkeit der Geschichte und Figuren, die nicht laut denken, auszeichnet.“
Als Hauptvertreter gelten Raymond Carver, Frederick Barthelme und Richard Ford.
Die Minimalisten grenzen sich ab von den experimentellen Schriftstellern der sechziger und siebziger Jahre.

## Schmutziger Realismus
Als eine Spielart wird der Schmutzige Realismus (dirty realism) betrachtet, der sich jedoch nur schwer vom literarischen Minimalismus abgrenzen lässt. Bill Buford definierte ihn 1983 wie folgt:
„Der schmutzige Realismus ist die Erzählweise einer neuen Generation amerikanischer Autoren. Sie schreiben über die Schattenseiten des zeitgenössischen Lebens – ein verlassener Ehemann, eine ungewollte Mutter, ein Autodieb, ein Taschendieb, ein Drogenabhängiger –, aber sie schreiben darüber mit einer verstörenden Distanz, die manchmal an Komik grenzt. Untertrieben, ironisch, manchmal brutal, aber eindringlich und mitfühlend – diese Geschichten sind eine neue Stimme in der Belletristik.“